# Françoise Madeleine d'Orléans
Françoise Madeleine d'Orléans (13 octombrie 1648 – 14 ianuarie 1664) a fost prințesă a Franței prin naștere și Ducesă de Savoia ca prima soție a lui Carol Emanuel al II-lea, Duce de Savoia. A fost verișoară primară a regelui Ludovic al XIV-lea al Franței. A murit la vârsta de 15 ani fără copii.

## Biografie

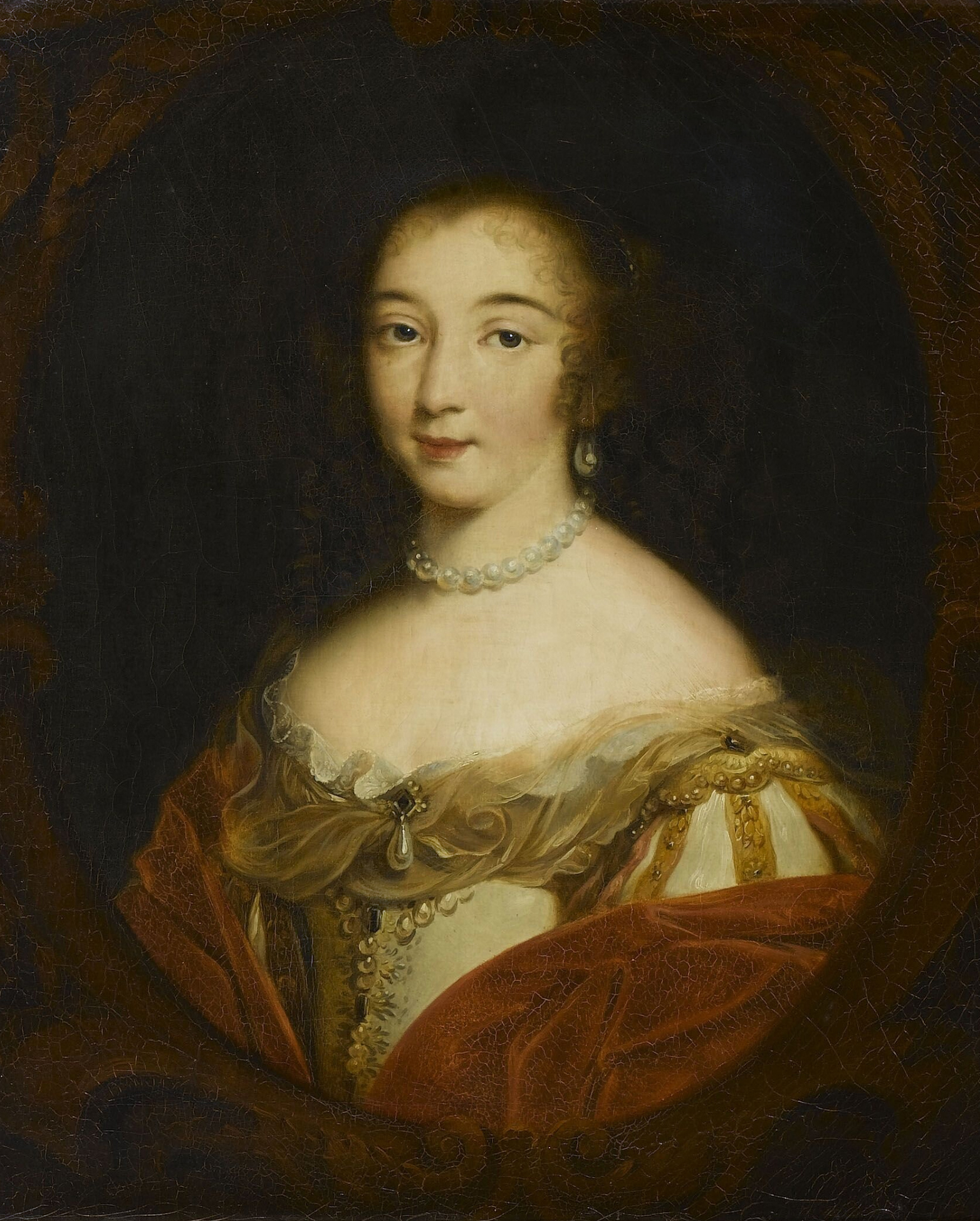
Françoise Madeleine d'Orléans

Françoise Madeleine s-a născut la castelul Saint Germain en Laye în afara Parisului în 1648. A fost fiica cea mică a lui Gaston d'Orléans și a celei de-a doua soții, Marguerite de Lorena. De la naștere a fost numită Mademoiselle de Valois, derivat de la unul din titlurile tatălui ei. A crescut în compania surorilor ei și a Mademoiselle de La Vallière, viitoarea metresă a regelui  Ludovic al XIV-lea. A avut reședința la Château de Blois. Tatăl ei, care fusese fiul cel mic al regelui Henric al IV-lea al Franței,  a murit în 1660, când Françoise Madeleine avea 12 ani. Mama ei nu s-a recăstorit. 
Sub influența mătușii paterne, Christine Marie, Ducesă de Savoia, a fost logodită cu vărul ei primar, Carol Emanuel al II-lea, Duce de Savoia. Christine Marie a ales-o pe ea, dorind să-ți mențină puterea și influența în guvernare, ea fiind regentă pentru fiul ei din 1637. Căsătoria a fost aprobată de cardinalul Mazarin, care inițial o refuzase pe Marie Jeanne de Savoia, o altă candidată pentru Carol Emanuel al II-lea. Orléans s-a dovedit a fi mai docilă și a fost preferată în fața Mariei Jeanne.
Françoise Madeleine s-a căsătorit cu Ducele de Savoia prin procură la Palatul Luvru la 4 martie 1663. Cuplul s-a întâlnit pentru prima dată la Annecy la 3 aprilie 1663 unde s-au căsătorit oficial. Cuplul a călătorit la Torino, capitala ducatului de Savoia, unde au ajuns la 15 iunie 1663. În Savoia, ea a fost cunoscută ca Francesca Maddalena d'Orléans.
Ducesa a murit curând, la 14 ianuarie 1664 la Palatul regal din Torino, lăsându-și soțul fără moștenitori. A fost înmormântată la Catedrala din Torino unde se odihnește până azi. Soțul ei, neconsolat de moartea ei, a ordonat o înmormântare grandioasă. Regele Ludovic al XIV-lea a încercat să-l logodească cu La Grande Mademoiselle însă acesta a refuzat. Mai târziu el s-a recăsătorit cu Marie Jeanne de Savoia cu care a avut un fiu.